# Adam Webster
Adam Harry Webster, född 4 januari 1995, är en engelsk fotbollsspelare som spelar för Brighton & Hove Albion. Han spelar främst som mittback.

## Karriär
Den 3 augusti 2019 värvades Webster av Brighton & Hove Albion, där han skrev på ett fyraårskontrakt. Webster debuterade den 27 augusti 2019 i en 2–1-vinst över Bristol Rovers i Ligacupen. Han gjorde sin Premier League-debut den 31 augusti 2019 i en 4–0-förlust mot Manchester City.